# Großhofen
Großhofen je obec v Rakousku ve spolkové zemi Dolní Rakousy v okrese Gänserndorf.

## Geografie

### Geografická poloha
Großhofen se nachází ve spolkové zemi Dolní Rakousy v regionu Weinviertel. Rozloha území obce činí 6,18 km², z nichž 0,1 % je zalesněných.

### Části obce
Území obce Großhofen se skládá pouze z jedné části.

### Sousední obce
- na severu: Markgrafneusiedl
- na východě: Glinzendorf
- na jihu: Groß-Enzersdorf
- na západě: Raasdorf

## Politika

### Obecní zastupitelstvo
Obecní zastupitelstvo se skládá ze 13 členů. Od komunálních voleb v roce 2015 zastávají následující strany tyto mandáty:
- 10 ÖVP
- 3 LGH

### Starosta
Nynějším starostou obce Großhofen je Georg Weichand ze strany ÖVP.